# Caixa craniana

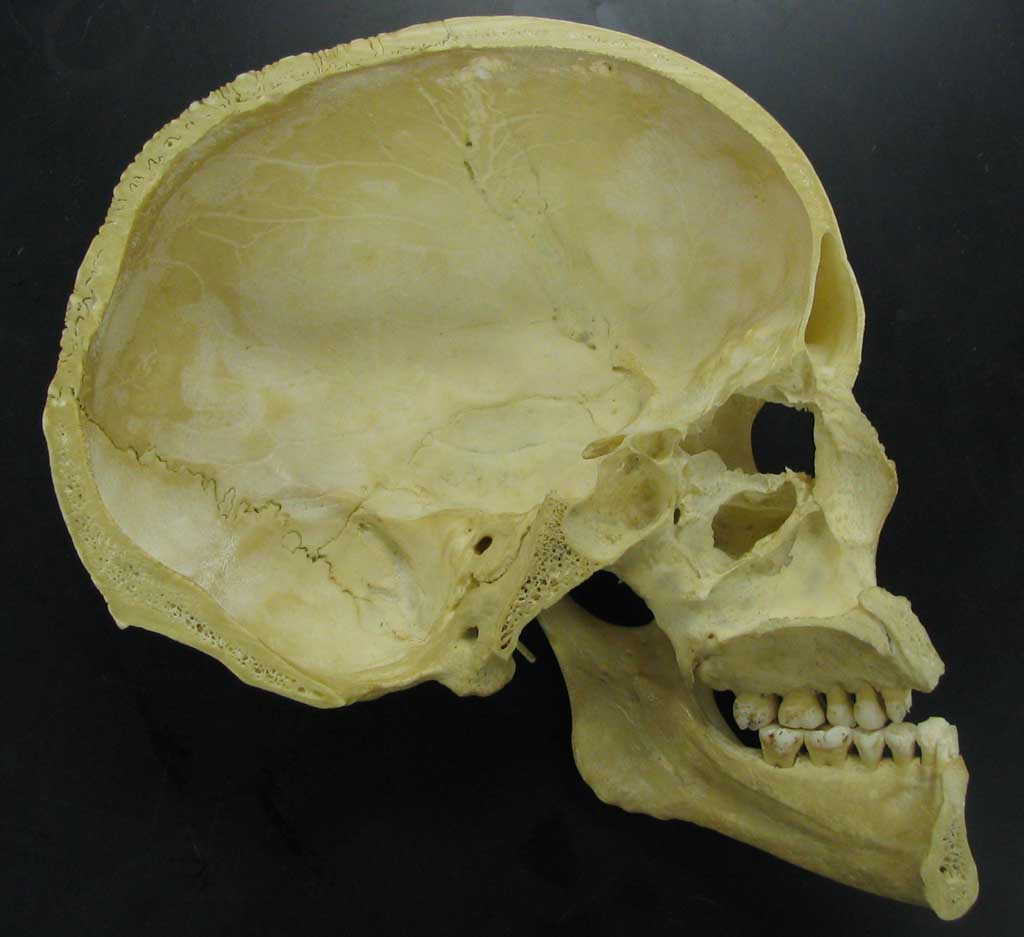
Secção medial sagital

Caixa craniana ou neurocrânio é uma estrutura óssea da cabeça dos mamíferos.
O crânio humano pode ser dividido em duas partes: o neurocrânio, que forma uma caixa protetora do cérebro, e o esqueleto facial ou esplancnocrânio. O neurocrânio corresponde à parte superior e posterior do crânio que apoia as estruturas da face e protege o cérebro. É constituído principalmente por ossos e placas de cartilagem achatadas, formando uma cavidade onde ficam alojados o  cérebro  e vários  órgãos dos sentidos - a visão, o olfato e o ouvido. Do neurocrânio fazem parte a calota craniana (ou calvária) e a base do crânio.

## Ossos da caixa craniana

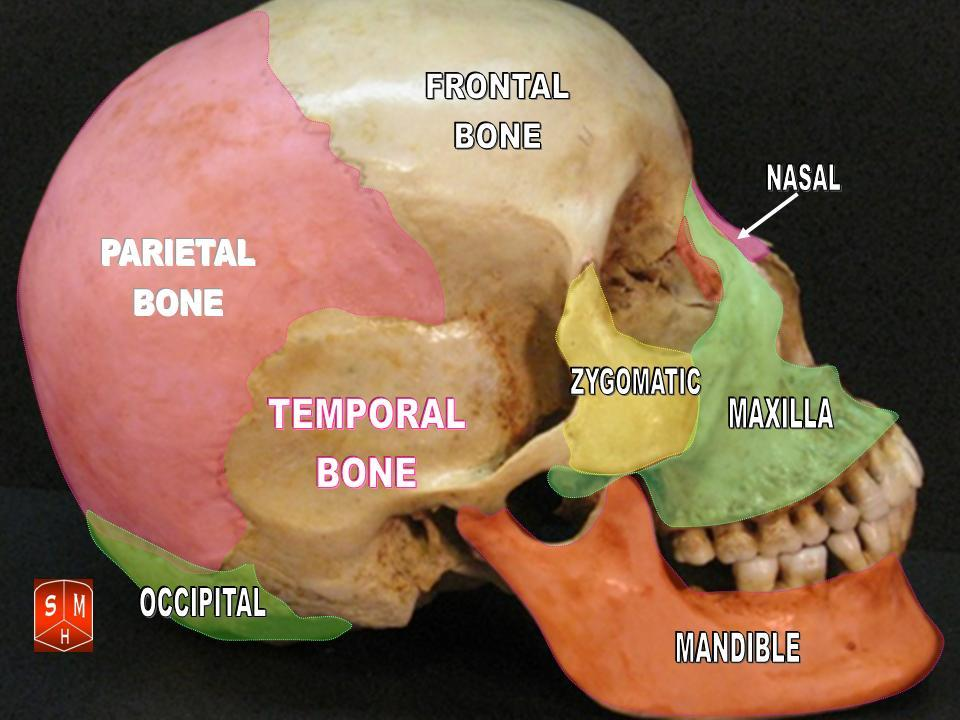
Subdivisões do crânio

Visão lateral simplificada do crânio
Visão frontal simplificada do crânio

A caixa craniana é formada pelos seguintes ossos:

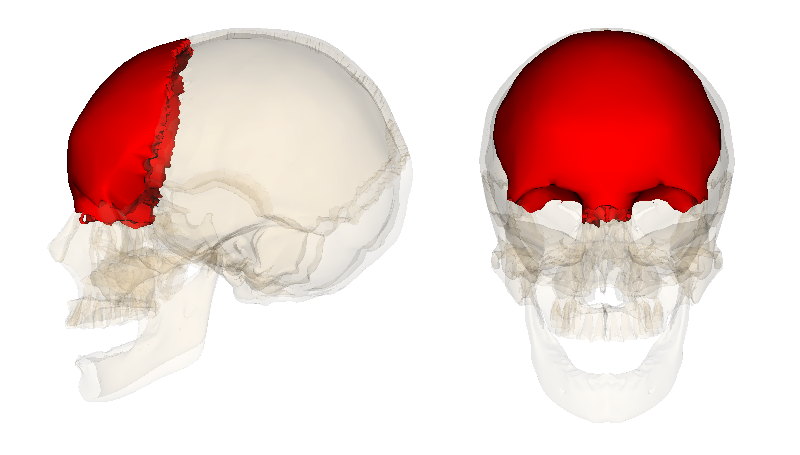
Osso frontal
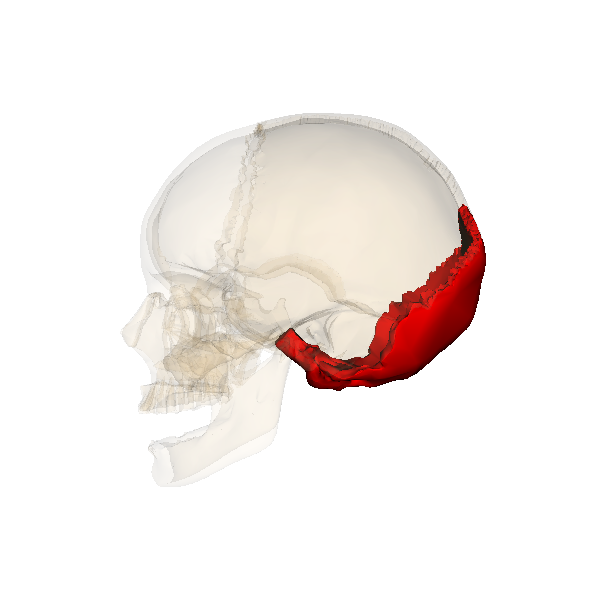
Osso occipital
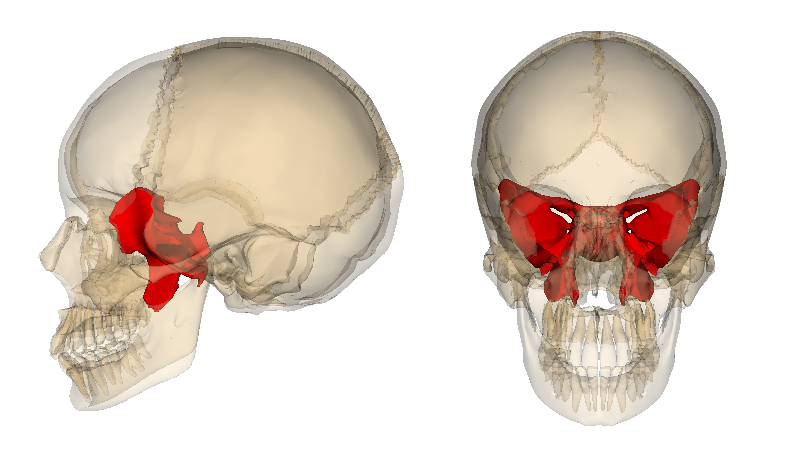
Osso esfenoide
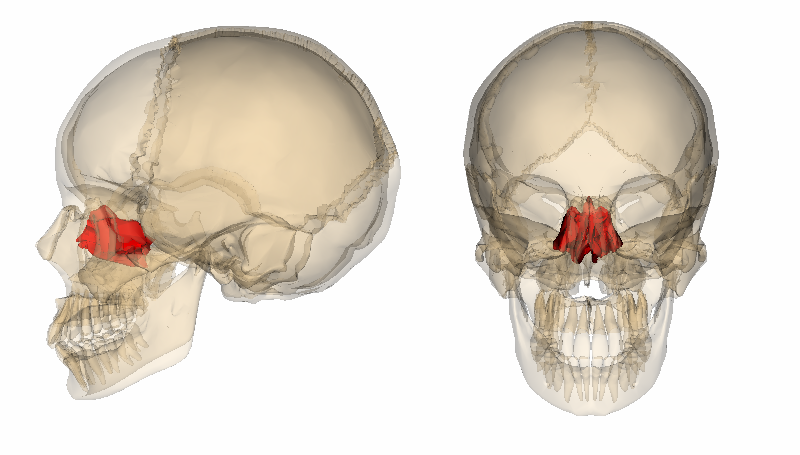
Osso etmoide
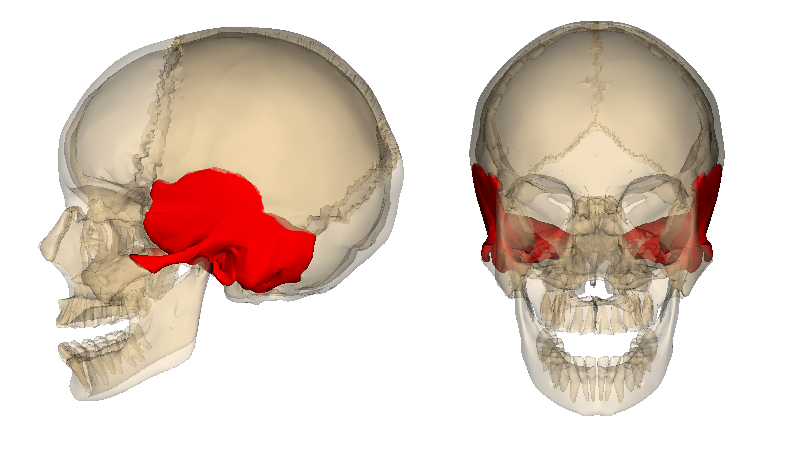
Osso temporal (par)
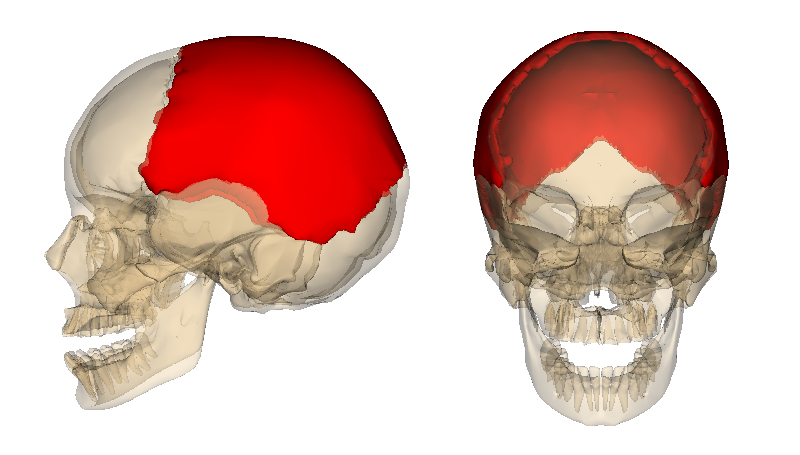
Osso parietal (par)